# Channagonda, Sagar
Channagonda là một làng thuộc tehsil Sagar, huyện Shimoga, bang Karnataka, Ấn Độ.